# Coleophora atromarginata
Coleophora atromarginata é uma espécie de mariposa do gênero Coleophora pertencente à família Coleophoridae.